# Rumex marschallianus
Rumex marschallianus là một loài thực vật có hoa trong họ Rau răm. Loài này được Rchb. miêu tả khoa học đầu tiên năm 1826.